# اداره پلیس آستین

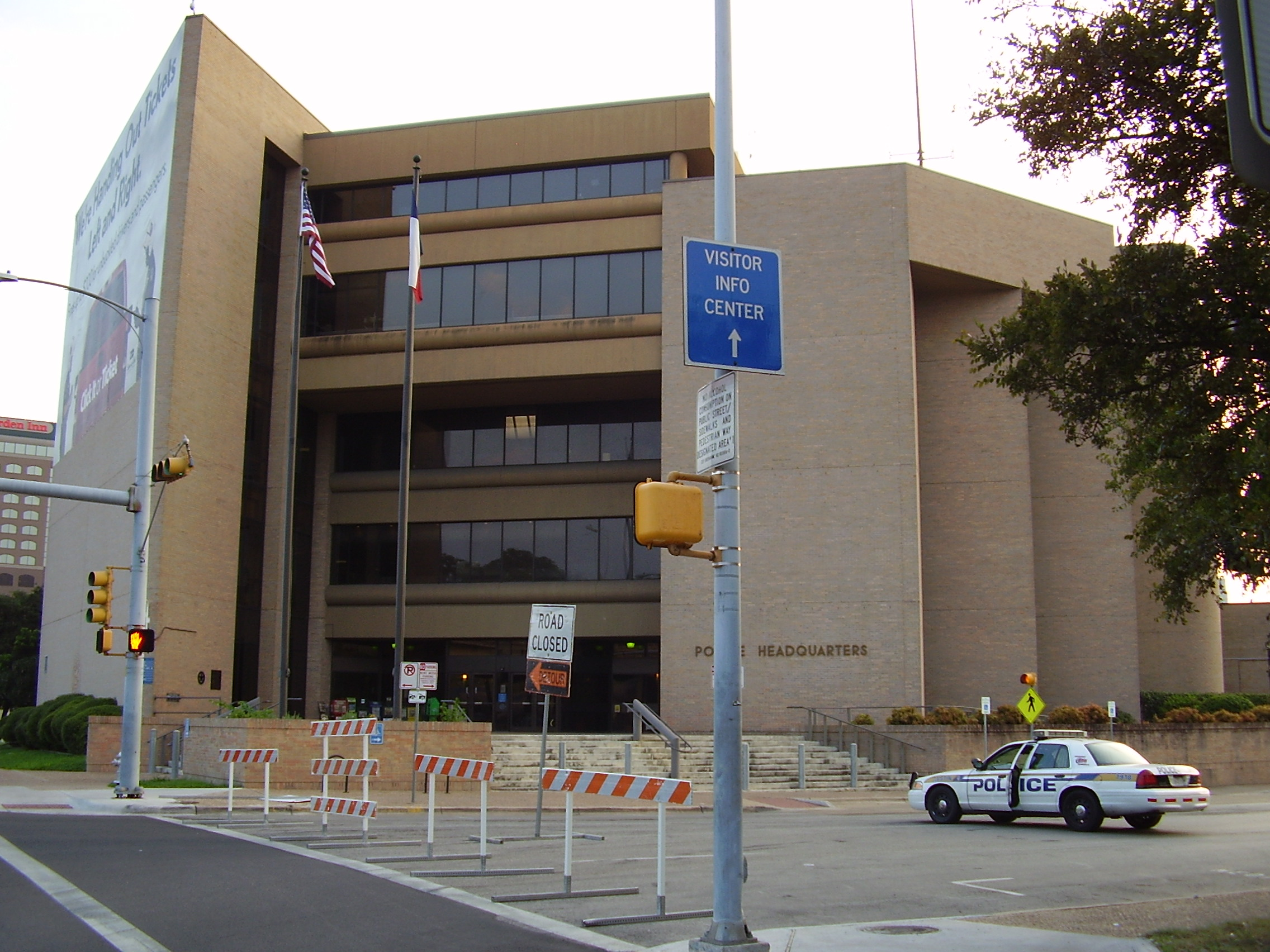
اداره مرکزی پلیس شهر آستین.

ادارهٔ پلیس آستین (به انگلیسی: Austin Police Department)، ادارهٔ پلیس شهر آستین، تگزاس در آمریکا است.
این اداره یکی از بزرگ‌ترین مراکز قانونی در تگزاس است. اداره پلیس آستین با بیش از ۲۲۰۰ نفر نیرو، منطقه‌ای با جمعیتی در حدود ۱ میلیون نفر را پوشش می‌دهد.

## نگارخانه

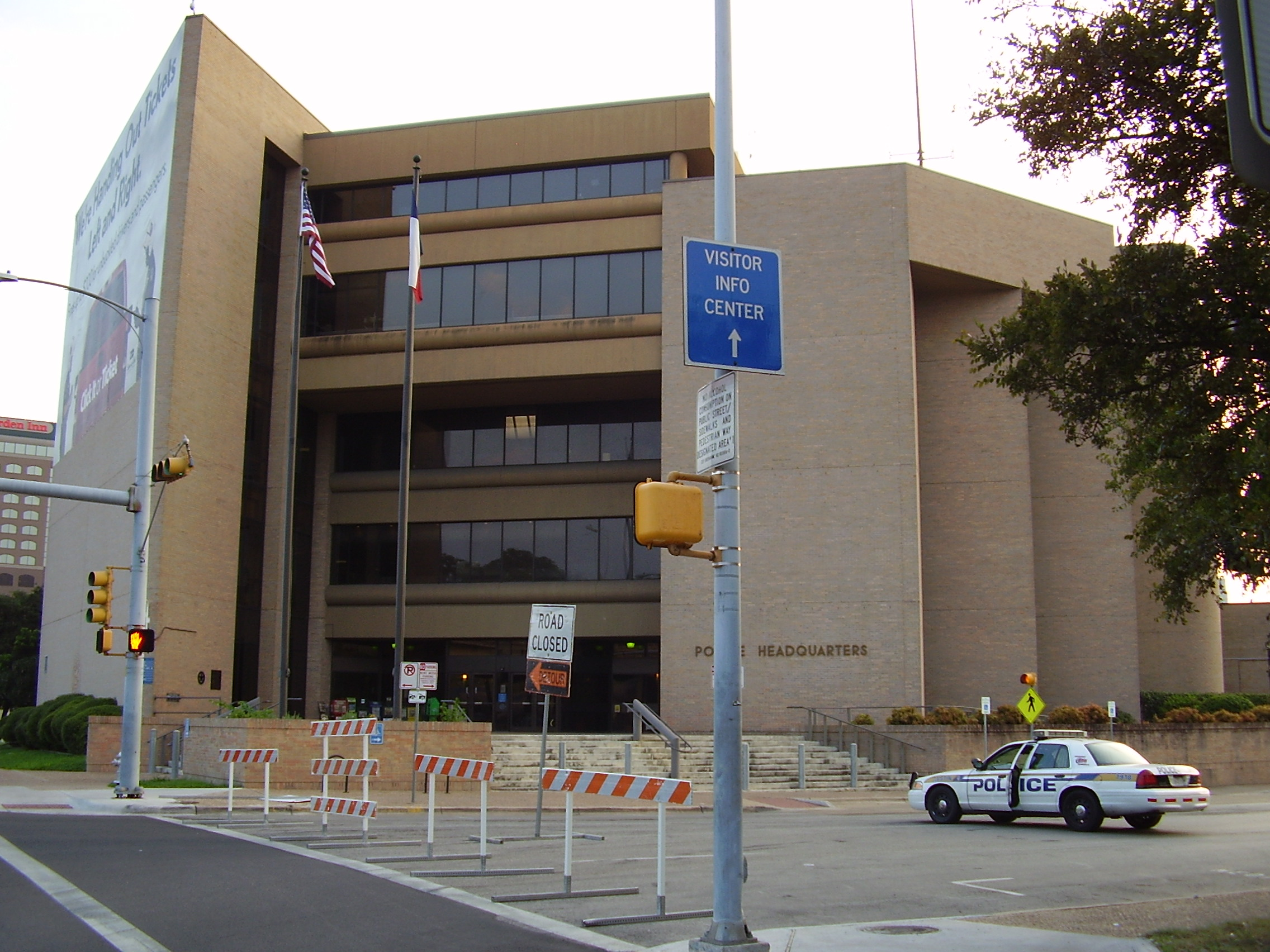
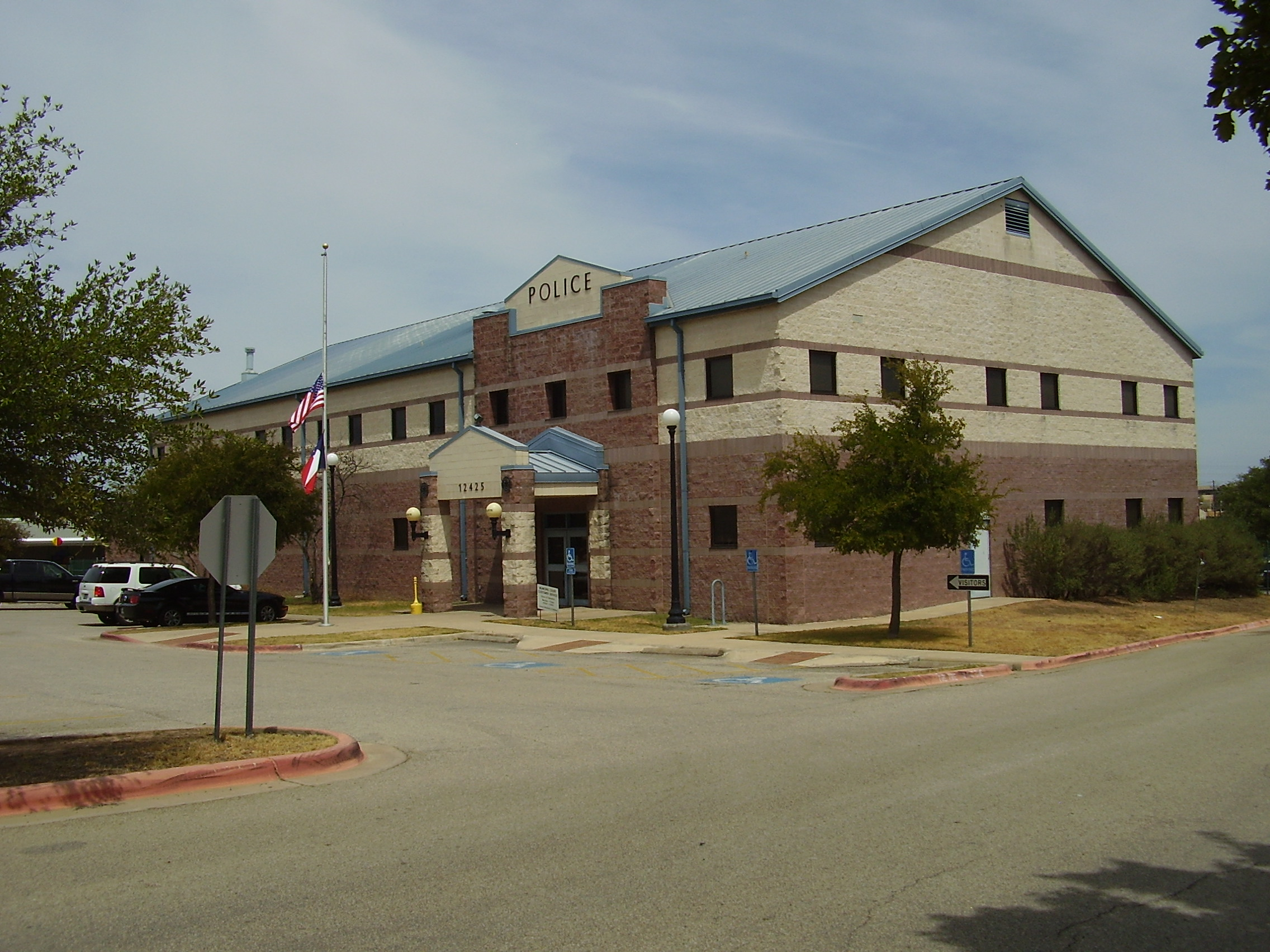
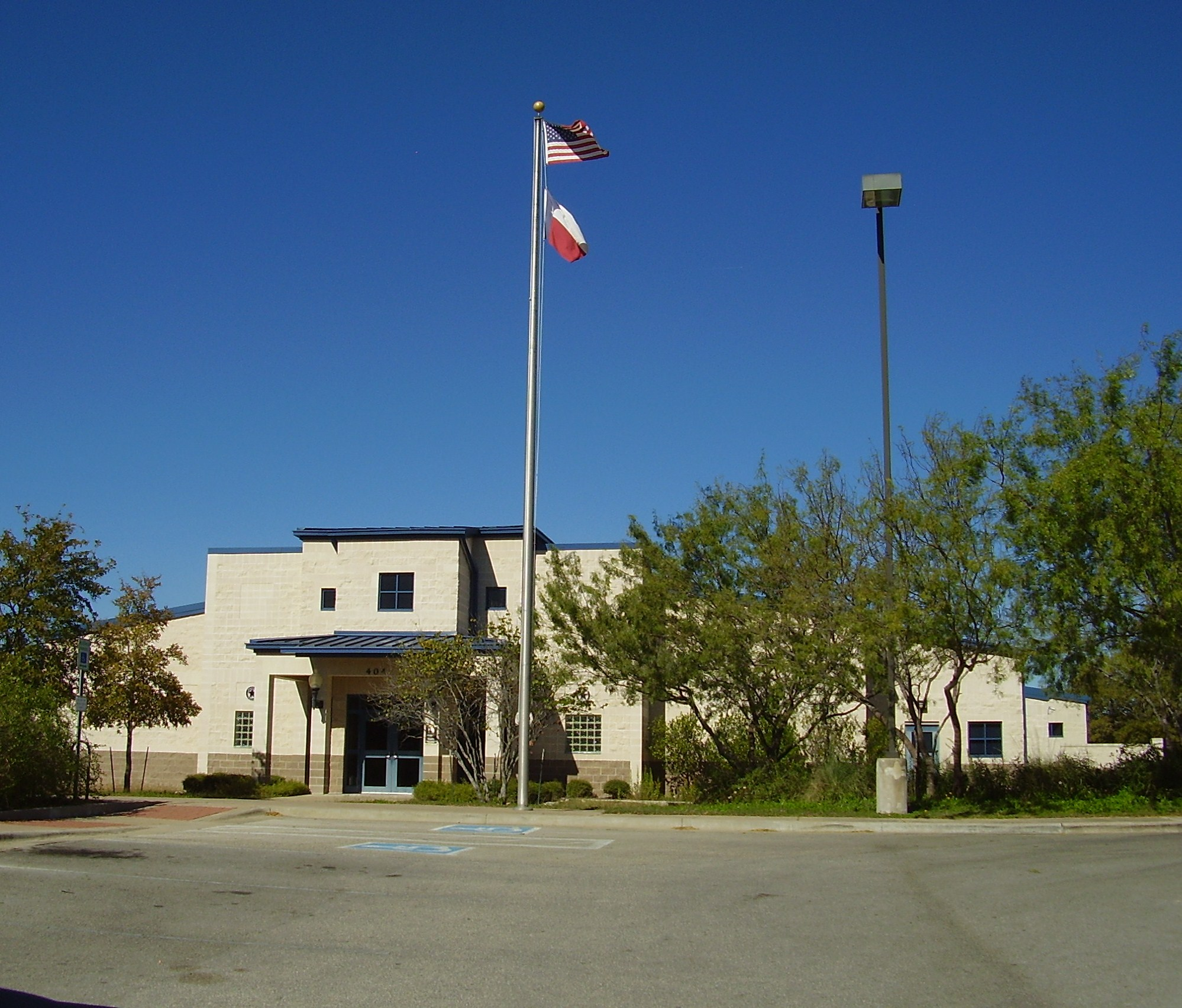
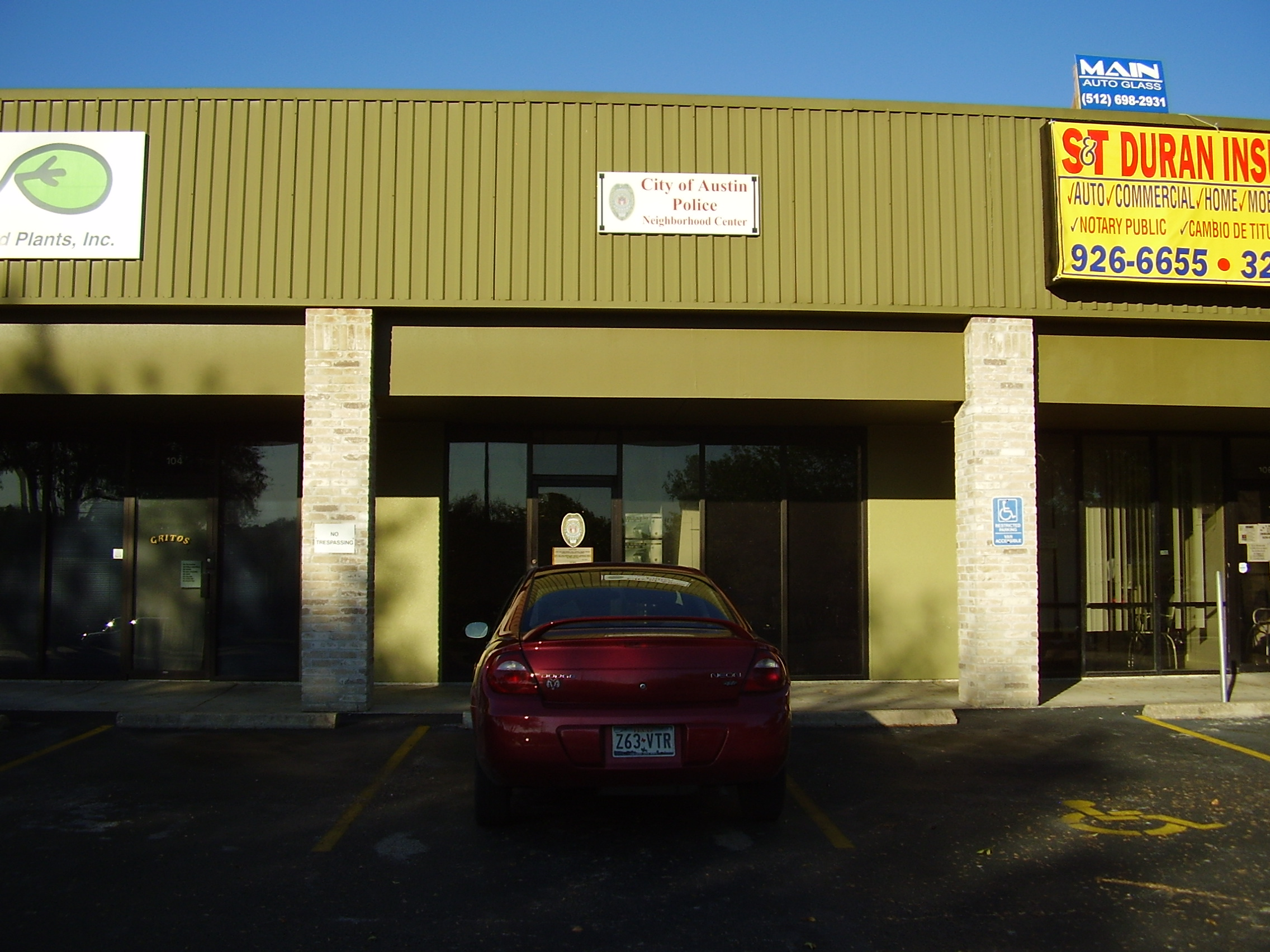